# Stephanorhinus hemitoechus
Stephanorhinus hemitoechus — вимерлий вид носорогів, що належить до роду Stephanorhinus, який мешкав у західній Євразії, включаючи Європу, а також у Північній Африці під час плейстоцену. Вперше він з'явився в Європі ≈ 600 000 років тому під час середнього плейстоцену і зберігся там аж до 40 000 років тому.

## Опис
Stephanorhinus hemitoechus був великою твариною, що досягала висоти в плечах до 2 метрів. Його можна відрізнити від інших видів Stephanorhinus за дуже довгим і низьким черепом. Його ніс відносно низький, а основа рога розвинена слабо. Зуби зсунуті вперед.
Ймовірно, вид любив помірні відкриті місцевості, багаті низькорослою рослинністю. Він демонстрував багато схожості зі своїм більш відомим вимерлим родичем, шерстистим носорогом. Ймовірно, тварина харчувалася низькорослою рослинністю у відкритих місцях проживання, а раціон змінювався залежно від місцевих умов.
В Апулії на півдні Італії виявлено, що залишки S. hemitoechus середнього пізнього плейстоцену були меншими, ніж в інших регіонах, що вказує на те, що вони могли бути острівною формою.

## Експлуатація людьми
Зразки S. hemitoechus із середнього плейстоцену (478 000–424 000 років тому) з Кауне-де-л'Араго на півдні Франції демонструє численні докази бійні, вчинені архаїчними людьми (імовірно, людиною Таутавеля, знайденою на тому ж місці). Співвідношення елементів скелета свідчить про те, що на місце були перенесені лише частини тіла з найбільшою кількістю м’яса. Профіль віку кісток носорогів у печері нагадує природні криві смертності, що свідчить про те, що вибіркового полювання не було, а той факт, що сліди інших м’ясоїдних є рідкісними, означає, що трупи були отримані під час полювання чи активного збирання. Череп із Куева-Дес-Куб’єрта в центральній Іспанії, датований раннім-серединним пізнім плейстоценом (~71-43 000 років тому) демонструє розломи та сліди від порізів, які, ймовірно, вчинили бійню неандертальцями. Відсутні шматки черепа не були знайдені в печері, що свідчить про те, що він був вирізаний за межами території. Є припущення, що череп зберігався як мисливський трофей разом із черепами зубра та бізона.